# Brasão de Assis (São Paulo)
O Brasão de Assis é o símbolo da cidade brasileira de Assis, no estado de São Paulo. 
Instituído pela Lei nº 294, de 6 de agosto de 1954, de Autoria do Prof. José Machado de Almeida, o Brasão de Armas de Assis está dividido em três partes, tendo acima delas a coroa portuguesa para lembrar os colonizadores lusos. Sobre um fundo azul ,há uma cruz de ouro, simbolizando a fé dos desbravadores do sertão e lembra o primeiro núcleo de habitantes, protegido pela cruz de Cristo e pela piedade de São Francisco de Assis, padroeiro da cidade.
A área vermelha indica as vitórias nos combates, enquanto o braço armado, com vestimenta do século XVI, remete à época das descobertas, por ser o direito, indica uma ação em nome da defesa e ampliação do município. A mão empunha uma flâmula de quatro pontas, alusão às conquistas dos bandeirantes, que aumentaram as fronteiras territoriais em direção aos quatro pontos cardeais.
Se a cruz dos navegantes portugueses recorda-se como descobridores de mundos, a flâmula içada alude às aventuras de figuras históricas como os bandeirantes João Amaro, Antônio Raposo, Bartolomeu Bueno, Domingos Jorge, e Fernão Dias, que enfrentaram o sertão empunhando as suas bandeiras.
Enquanto a cor prata surge como símbolo da lealdade, da nobreza e da glória, no alto, em forma de escudo, está o símbolo da bandeira de Minas Gerais, com um triângulo verde sobre fundo branco, relembrando a divisa "Libertas quæ sera tamen" - "liberdade ainda que tardia" - que homenageia o gesto de doação de terras do capitão Francisco de Assis Nogueira, fundador da cidade que hoje leva o seu nome.
A balança prata, símbolo do direito e da justiça, lembra que Assis foi pioneira na entrada para as terras férteis do norte do Paraná, enquanto as quatro torres evocam uma disposição simétrica, representando uma cidade modelar, onde tudo é ordem, harmonia e paz.
Um ramo de café frutificado, à direita, e outro de cana, à esquerda, representam as fontes de riqueza do Município, enquanto a divisa Deo et terræ matri - "Deus e a mãe terra". 

## Erro de confecção
O brasão de Assis possui um erro na coroa-mural. A coroa-mural reservada às cidades deve possuir oito torres, e não apenas três, como se utiliza no brasão de Assis.
Outro erro é a cor da coroa-mural, que deveria ser prateada, e não dourada, cor que se reserva somente ao brasão das capitais.